# Eros Vlahos
Eros Vlahos (Londres, Reino Unido, 13 de enero de 1996) es un actor y comediante británico. Es conocido por sus papeles de Cyril Gray en la película Nanny McPhee and the Big Bang, Jake Farley en Summer in Transylvania, Nicolás Maquiavelo en Da Vinci's Demons y Lommy Greenhands en Game of Thrones.

## Primeros años
Vlahos nació el 13 de enero de 1996 en Londres, Reino Unido, hijo de Spiros Vlahos, un gerente de negocios de origen griego, y Terry Davy, una diseñadora de moda. Tiene un hermano siete años menor, Tron. Vlahos posee ascendencia británica por parte de su madre y griega por parte de padre.

## Carrera
Vlahos ha estado involucrado con la academia de comedia "Comedy Club 4 Kids UK". En 2007, obtuvo su primer papel en televisión cuando apareció como invitado en la serie médica Casualty, donde interpretó a Liam Hendricks. En el verano de 2008, Vlahos escribió y actuó su propio material en el Festival Fringe de Edimburgo. En diciembre del mismo año, fue contratado para revisar pantomimas navideñas para el periódico y la página web de The Guardian. También participó en un programa de comedia para Radio London. 
En 2010, se unió al elenco de la película Nanny McPhee and the Big Bang, donde interpretó a Cyril Gray. Ese mismo año apareció en la serie Summer in Transylvania, donde interpretó a Jake Farley. En 2011 apareció como invitado en la primera temporada de la exitosa serie Game of Thrones, donde interpretó a Lommy Greenhands hasta la segunda temporada en 2012. Ese mismo año apareció en un episodio de la serie Great Expectations, donde interpretó a Herbert Pocket de joven. En 2012 obtuvo el pequeño papel de Boris en la película Anna Karenina. En 2013 se unió al elenco de la serie Da Vinci's Demons, donde interpretó al joven Nicolás Maquiavelo hasta el final de la serie en 2015.

## Filmografía

### Televisión
| Año       | Título                 | Personaje                 | Notas                |
| --------- | ---------------------- | ------------------------- | -------------------- |
| 2023      | Extraordinary          | Gordon                    | 3 episodios          |
| 2013-2015 | Da Vinci's Demons      | Nico                      | 27 episodios         |
| 2011-2012 | Game of Thrones        | Lommy Greenhands          | 4 episodios          |
| 2011      | Great Expectations     | Herbert Pocket (de joven) | Episodio # 1.1       |
| 2011      | Outnumbered            | Marcus                    | Episodio # 4.4       |
| 2011      | Episodes               | Pucks Boy                 | 3 episodios          |
| 2010      | Summer in Transylvania | Jake Farley               | 4 episodios          |
| 2007      | Casualty               | Liam Hendricks            | Episodio: "Snowball" |

### Películas
| Año  | Título                        | Personaje  | Notas                                                                                                   |
| ---- | ----------------------------- | ---------- | --- |
| 2012 | Anna Karenina                 | Boris      | junto a Keira Knightley, Jude Law, Aaron Taylor-Johnson, Kelly Macdonald & Matthew Macfadyen            |
| 2010 | Third Star                    | Angel Boy  | junto a Tom Burke, Benedict Cumberbatch, JJ Feild, Adam Robertson & Hugh Bonneville                     |
| 2010 | Nanny McPhee and the Big Bang | Cyril Gray | junto a Maggie Gyllenhaal, Emma Thompson, Rosie Taylor-Ritson, Asa Butterfield, Lil Woods & Oscar Steer |
| 2009 | Skelling                      | Coot       | junto a Tim Roth, Kelly Macdonald, Bill Milner, John Simm & Skye Bennett                                |

### Presentador
| Año  | Programa   | Notas                                          |
| ---- | ---------- | ---------------------------------------------- |
| 2007 | CBBC eXtra | presentador - Episodio "The Science of Comedy" |

## Premios y nominaciones
| Año  | Categoría                                                | Premio             | Película                      | Resultado |
| ---- | -------------------------------------------------------- | ------------------ | ----------------------------- | --------- |
| 2011 | Best Performance in a Feature Film - Leading Young Actor | Young Artist Award | Nanny McPhee and the Big Bang | Nominado  |